# Mulberry Bend

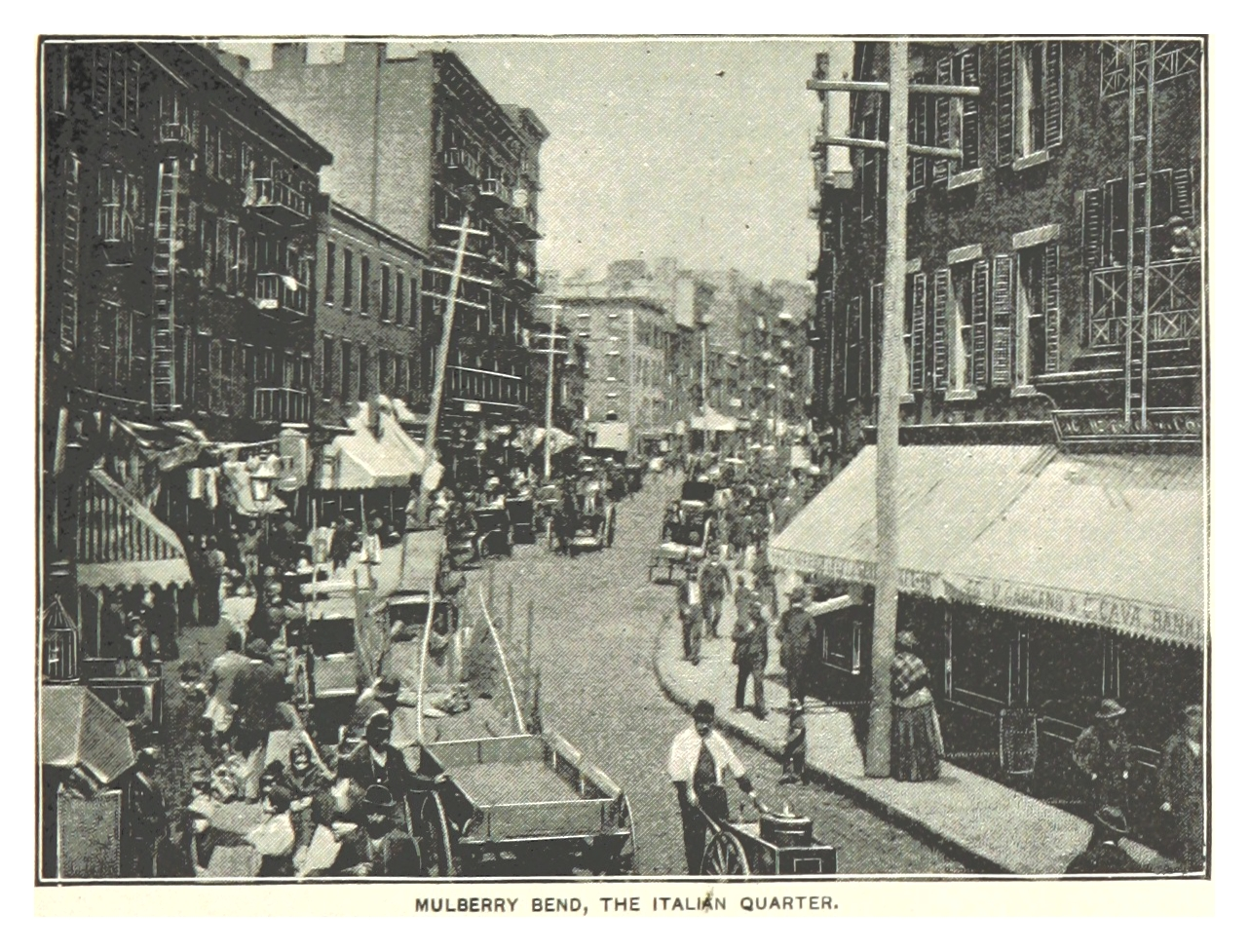
Mulberry Street en direction du nord jusqu'à Bayard Street avec Mulberry Bend à gauche, c. 1890

Mulberry Bend est une zone entourant une courbe de la rue de Mulberry Street, dans le quartier Five Points de Lower Manhattan, à New York. La zone est située dans ce qui est aujourd'hui Chinatown à Manhattan.

## Délimitation

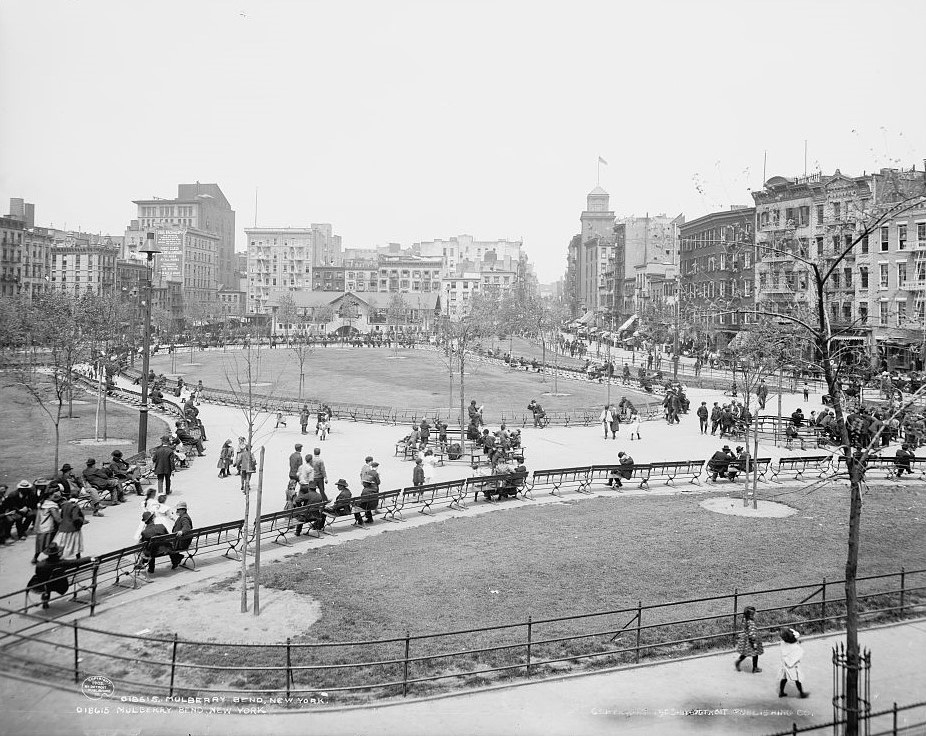
Columbus Park en 1905

La zone est délimitée par Bayard Street au nord, Cross Street au sud (rebaptisée Park Street en 1854), Orange Street à l'ouest (rebaptisée Baxter Street en 1854) et Mulberry Street à l'est. Le virage présent dans le tracé des rues est dû à la topographie originale de la zone. Les rues Orange et Mulberry se dirigeaient du sud-est vers le nord-ouest, puis tournaient vers le nord au niveau du virage pour éviter Collect Pond et les zones humides humides environnantes à l'ouest. Columbus Park occupe actuellement Mulberry Bend.

## Historique
Mulberry Bend était considérée comme l'une des zones les plus dangereuses des Five Points, avec plusieurs ruelles étroites, parmi lesquelles Bandit's Roost, Bottle Alley et Ragpickers Row. En 1897, en partie grâce aux efforts du photojournaliste danois Jacob Riis, Mulberry Bend est démoli et transformé en un espace vert urbain conçu par Calvert Vaux ; le lieu est nommé Mulberry Street Park. En 1911, le parc est rebaptisé Columbus Park. 
Quelques immeubles d'habitation à l'est de Mulberry Street, construits à l'époque précédant la construction du parc, existent toujours, notamment le 48-50 Mulberry Street, mentionné dans le livre de Riis How the Other Half Lives.
Cross Street est rebaptisée « Mosco Street » en 1982 en l'honneur du militant local, Frank Mosco, originaire de Lower East Side. La section de Cross Street entre les rues Mulberry et Baxter est incluse dans Columbus Park avec la place triangulaire entre les rues Cross et Worth. Worth Street, initialement aménagée en 1859, est depuis devenue la limite sud de Columbus Park.

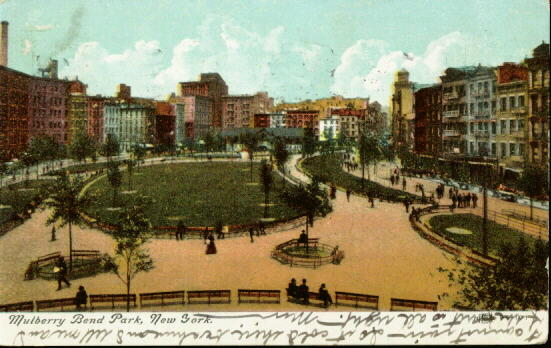
Représentation de Mulberry Bend Park aux alentours de 1912.

## Bâtiments remarquables et lieux de mémoire

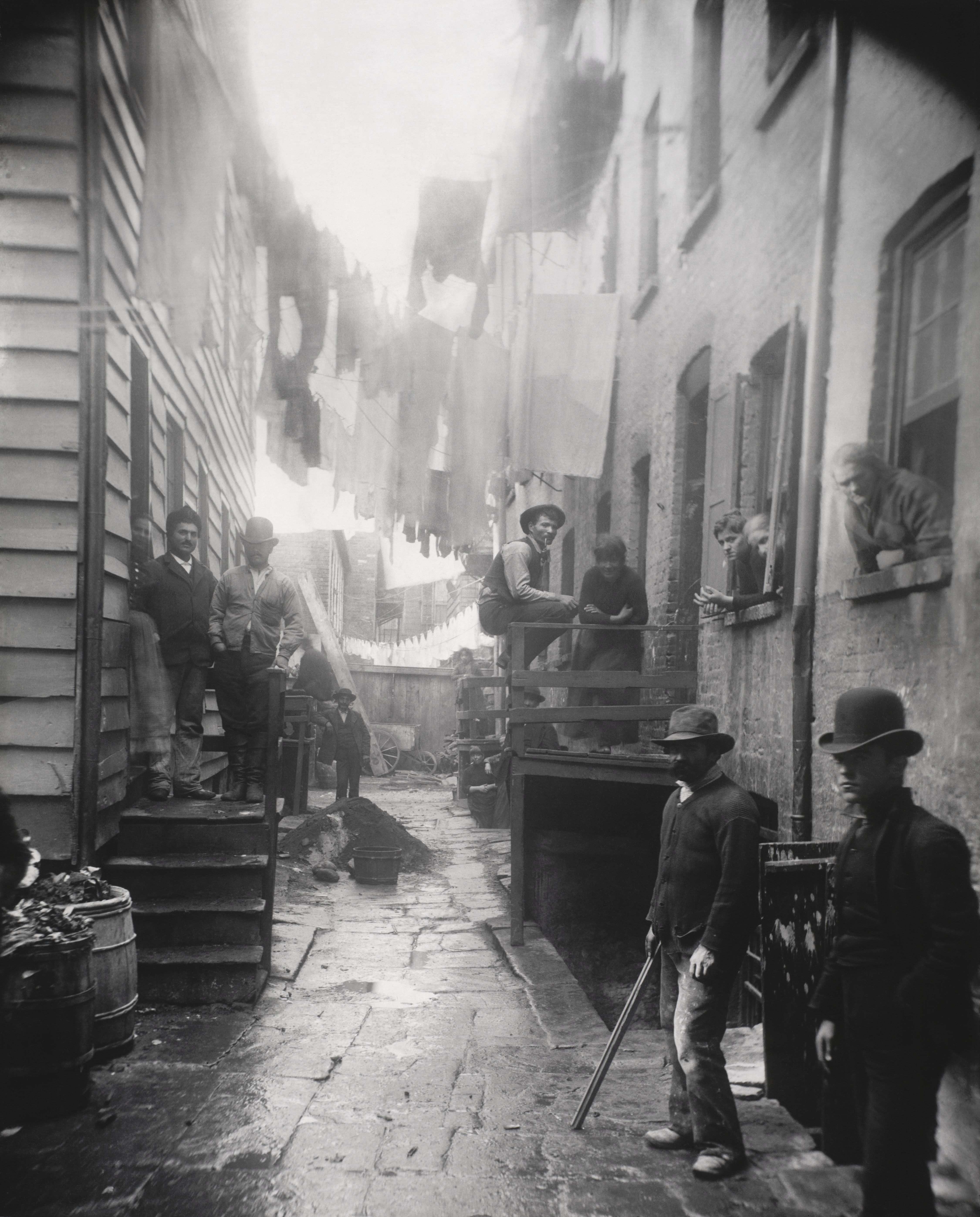
Bandits' Roost, 59 1/2 Mulberry Street, photographie prise en 1888 par Jacob Riis.

- 21 Baxter Street : Les Baxter Street Dudes sont un gang de rue d'adolescents new-yorkais, composé principalement d'anciens vendeurs de journaux et de cireurs de chaussures, qui dirigeaient un théâtre de fortune avec du matériel, des accessoires et des costumes volés et récupérés dans le sous-sol d'un dive bar au 21 Baxter Street pendant les années 1870. Ils appellent leur entreprise le Théâtre du Grand-Duc, et y jouent des pièces de théâtre, des comédies musicales et des spectacles de variétés qui ont été appréciés par d'autres durs de la rue et des bidonvilles de toute la ville. Le lieu est finalement été fermés pour non-paiement de la « taxe d'amusement » prélevée par la ville[3],[4].
- 59 1/2 Mulberry Street : L'emplacement de l'allée dite Bandit's Roost immortalisée dans une photographie de Jacob Riis.
- 67 Orange Street : Almack's Dance Hall, propriété de l'Afro-américain Pete Williams. C'est chez Almack's, également connu sous le nom de Pete Williams's Place, que Master Juba, un jeune danseur afro-américain, se produit au début des années 1840. Juba joue un rôle déterminant dans le développement de styles de danse américains tels que les claquettes et le stepping. En 1842, l'auteur anglais Charles Dickens visite Almack lors de sa tournée des Five Points. Regarder Juba danser est le seul aspect rédempteur qu'il trouve à Five Points[5].